# Zmarli w październiku 2022

## Październik 2022
- 31 października
  - Gentil Delázari – brazylijski duchowny rzymskokatolicki, biskup Sinop (1994–2016)[1]
  - Patrick Haggerty – amerykański piosenkarz country[2]
  - Szemu’el Kac – amerykański wirolog i pediatra[3]
  - José Nambi – angolski duchowny rzymskokatolicki, biskup Kwito-Bié (1997–2022)[4]
  - Humphrey Olumakaiye – nigeryjski duchowny anglikański, arcybiskup[5]
  - Willy Padrutt – szwajcarski prawnik, prokurator generalny[6]
  - Andrew Prine – amerykański aktor[7]
- 30 października
  - Mevlüde Genç – niemiecka aktywistka na rzecz pokoju[8]
  - Alfred Gola – polski lekarz internista, prof. dr hab.[9]
  - Ștefan Ionescu – rumuński hokeista[10]
  - Rosemarie Köhn – norweska duchowna luterańska pochodzenia niemieckiego, biskup Hamar (1993–2006), pierwsza kobieta-biskup Kościoła Norwegii[11]
  - Maciej Kossowski – polski piosenkarz, trębacz, kompozytor i aranżer[12]
  - Miklós Lukáts – węgierski polityk i duchowny luterański, wiceminister i parlamentarzysta[13]
  - Ryszard Łaszewski – polski prawnik, historyk państwa i prawa, prof. dr hab.[14]
  - Anthony Ortega – amerykański klarnecista, saksofonista i flecista jazzowy[15]
  - Shane Reed – nowozelandzki sportowiec, zawodnik aquathlonu i triathlonu[16]
  - Czesław Studnicki – polski piłkarz[17]
  - Stefan Szwakopf – polski reżyser filmów animowanych, scenarzysta i scenograf[18].
  - Piotr Werner – polski sędzia piłkarski i działacz sportowy[19]
  - Lucyna Wiśniewska – polska lekarka, neurolog, polityk, posłanka na Sejm RP V kadencji[20]
  - Marek Wojtera – polski polityk i rolnik, poseł na Sejm RP V kadencji[21]
  - Stanisław Wykrętowicz – polski politolog i prawnik, prof. dr hab. nauk prawnych[22]
- 29 października
  - Jerzy Biedrzycki – polski samorządowiec i chemik, przewodniczący rady miejskiej Gdyni (1990–1991)[23]
  - Hugo Camps – belgijski dziennikarz, publicysta, pisarz[24]
  - François Chesnais – francuski ekonomista[25]
  - Jerzy Kaziów – polski piłkarz[26]
  - Jerzy S. Łątka – polski pisarz, orientalista[27]
  - Michaił Maszkowcew – rosyjski polityk i inżynier, gubernator obwodu kamczackiego (2000–2007)[28]
  - Lukas Nola – chorwacki reżyser filmowy i scenarzysta[29]
  - Tasos Pantazis – grecki aktor[30]
  - Daniel Schmutz – szwajcarski samorządowiec[31]
  - Kirpa Ram Vij – singapurski generał i urzędnik państwowy[32]
- 28 października
  - Ian Jack – brytyjski publicysta i pisarz[33]
  - Jerry Lee Lewis – amerykański piosenkarz[34]
  - Helena Łazarska – polska sopranistka, śpiewaczka operowa, profesor sztuk muzycznych[35]
  - Andrzej Magowski – polski piłkarz, trener i działacz sportowy[36]
  - D.H. Peligro – amerykański perkusista, członek zespołów: Dead Kennedys i Red Hot Chili Peppers[37]
  - Hannah Pick-Goslar – izraelska pielęgniarka pochodzenia niemieckiego, ocalała z Holokaustu[38]
  - Marian Winek – polski górnik i polityk, poseł na Sejm PRL IX kadencji (1985–1989)[39]
  - Heinz Winkler – niemiecki kuchmistrz[40]
- 27 października
  - Pedro Nicolás Bermúdez Villamizar – wenezuelski duchowny rzymskokatolicki, biskup pomocniczy Caracas (1997–2009)[41]
  - Vladimir Gligorov – serbski ekonomista i politolog[42]
  - Geraldine Hunt – amerykańska piosenkarka R&B[43]
  - Maurice Olender – francuski historyk i pisarz[44]
  - Gerald Stern – amerykański poeta[45]
  - Bahaa Taher – egipski pisarz[46]
- 26 października
  - Maşallah Abdullayev – azerski wojskowy, uczestnik wojny o Górski Karabach[47]
  - Michael Basman – angielski szachista[48]
  - Meghalt Forgács – węgierski prawnik, minister sprawiedliwości (2009–2010)[49]
  - Lia Origioni – włoska aktorka i piosenkarka[50]
  - Julie Powell – amerykańska pisarka[51]
  - Esmayeel Shroff – indyjski reżyser filmowy[52]
  - Pierre Soulages – francuski malarz[53]
  - Bogumił Zagajewski – polski artysta rzeźbiarz, taternik, profesor UMCS w Lublinie[54]
- 25 października
  - Husnija Arapović – bośniacki piłkarz i trener[55]
  - Jules Bass – amerykański reżyser filmowy[56]
  - Zuzana Burianová – czeska aktorka i piosenkarka[57]
  - Leonie Forbes – jamajska aktorka[58]
  - Branislav Hronec – słowacki kompozytor i pianista[59]
  - Lech Kańtoch – polski dziennikarz[60]
  - Marian Markiewicz – polski żołnierz konspiracji niepodległościowej w czasie II wojny światowej, kawaler orderów[61]
  - Paul Stoddard – amerykański wokalista[62]
  - Tony Street – australijski polityk, minister spraw zagranicznych (1980–1983)[63]
- 24 października
  - Ashton Carter – amerykański polityk i politolog, sekretarz obrony (2015–2017)[64]
  - Pinaki Chaudhuri – indyjski reżyser filmowy[65]
  - Jerzy Jastrzębowski – polski dziennikarz, działacz opozycji demokratycznej w PRL[66]
  - Leslie Jordan – amerykański aktor[67]
  - Mieczysław Lipiec – polski inżynier, żołnierz Armii Krajowej i Batalionów Chłopskich[68]
  - Gregg Philbin – amerykański basista, członek REO Speedwagon[69]
  - Fa'afiaula Sagote – samoański aktor[70]
  - Laila Shawa – palestyńska artystka wizualna[71]
  - Tomasz Wójtowicz – polski siatkarz, mistrz świata (1974), mistrz olimpijski (1976)[72]
- 23 października
  - Marian Fuks – polski historyk[73]
  - Michael Kopsa – kanadyjski aktor[74]
  - Jiří Kraus – czeski językoznawca, leksykograf i tłumacz[75]
  - Carlos Melancia – portugalski polityk i przedsiębiorca, minister przemysłu (1978), morza (1983–1985) oraz zabezpieczenia społecznego (1985), gubernator Makau (1987–1991)[76]
  - Andrzej Mikołajczak – polski klawiszowiec, kompozytor, aranżer i producent muzyczny, członek zespołów Drumlersi, Tarpany, Nowi Polanie, Grupa ABC i Test[77]
  - Adriano Moreira – portugalski prawnik, wykładowca akademicki, polityk[78]
  - Eric Nobbs – południowoafrykański aktor[79]
  - Libor Pešek – czeski dyrygent[80]
  - Galina Pisarenko – rosyjska śpiewaczka operowa (sopran)[81]
- 22 października
  - Bernard Atha – brytyjski aktor i polityk[82]
  - Patrick Coveney – irlandzki duchowny rzymskokatolicki, arcybiskup, nuncjusz apostolski[83]
  - Leszek Engelking – polski filolog, poeta i tłumacz[84]
  - Stefan Kwiatkowski – polski historyk mediewista, prof. dr hab.[85]
  - Dietrich Mateschitz – austriacki przedsiębiorca, miliarder, jeden z założycieli przedsiębiorstwa Red Bull GmbH[86]
  - Andrzej Myc – polski naukowiec, immunolog, działacz opozycji antykomunistycznej[87]
  - Wiktor Ogniewiuk – ukraiński filozof, rektor Kijowskiego Uniwersytetu im. Borysa Grinczenki[88]
  - Lori Saint-Martin – kanadyjska pisarka i tłumaczka[89]
  - Aris Rapanakis – grecki żeglarz, mistrz olimpijski (1980)[90]
- 21 października
  - Olgierd Baehr – polski działacz społeczny, prawnik, prezes Klubu Inteligencji Katolickiej w Poznaniu, sędzia Trybunału Stanu[91]
  - Miłen Getow – bułgarski reżyser filmowy[92]
  - Marcin Giżycki – polski reżyser filmów dokumentalnych i animowanych[93]
  - Zygmunt Górski – polski działacz partyjny i państwowy, wiceprezydent (1981–1983) i prezydent (1984–1988) Dąbrowy Górniczej[94]
  - Masato Kudō – japoński piłkarz[95]
  - Gustav Oplustil – czeski aktor i scenarzysta[96]
  - Peter Schjeldahl – amerykański krytyk sztuki i poeta[97]
  - Giorgio Soffritti – włoski aktor[98]
  - Silvana Suárez – argentyńska modelka, Miss World (1978)[99]
- 20 października
  - Philippe Aïche – francuski skrzypek[100]
  - Atarah Ben-Tovim – brytyjska flecistka[101]
  - Anton Donczew – bułgarski pisarz[102]
  - Ron Masak – amerykański aktor[103]
  - Władysław Mącior – polski prawnik, karnista, profesor Uniwersytetu Jagiellońskiego[104]
  - Josephine Melville – brytyjska aktorka[105]
  - Jimmy Millar – szkocki piłkarz i trener[106]
  - Lucy Simon – amerykańska kompozytorka[107]
  - Krzysztof Talczewski – polski reżyser filmów dokumentalnych[108]
- 19 października
  - John Benett (Jan Książczyk) – polski pilot, uczestnik II wojny światowej, Honorowy Obywatel Piotrkowa Trybunalskiego[109][110]
  - Omar Borrás – urugwajski trener piłkarski[111]
  - Nicole Catala – francuska polityk i prawnik[112]
  - Barbara Domaradzka – polska operator i reżyser dźwięku[113]
  - Dina Merhav – izraelska rzeźbiarka pochodzenia jugosłowiańskiego[114]
  - Geoff Nuttall – amerykański skrzypek[115]
  - Tadeusz Rydzewski – polski hodowca roślin, kawaler orderów[116]
  - Joanna Simon – amerykańska śpiewaczka operowa (mezzosopran)[117]
  - Ali Tehrani – irański teolog szyicki[118]
  - Philip Waruinge – kenijski bokser[119]
  - Ibrahim Zukanović – bośniacki i jugosłowiański piłkarz[120]
- 18 października
  - Robert Arrigo – maltański polityk i przedsiębiorca[121]
  - Clerence Chyntia Audry – indonezyjska aktorka[122]
  - Stanisław Ciosek – polski ekonomista i polityk, minister-członek RM (1980-85) oraz pracy, płac i spraw socjalnych (1983-84) w PRL, ambasador PRL/RP w ZSRR/Rosji[123][124]
  - Charles Duncan Jr. – amerykański menedżer i polityk, sekretarz energii (1979–1981), prezes The Coca-Cola Company[125]
  - Ole Ellefsæter – norweski biegacz narciarski, mistrz świata (1966), mistrz olimpijski (1968)[126]
  - Franco Gatti – włoski piosenkarz i muzyk[127]
  - Bogusław Gediga – polski archeolog, prof. dr hab.[128]
  - Robert Gordon – amerykański piosenkarz rockabilly[129]
  - Jean Teulé – francuski powieściopisarz i scenarzysta[130]
  - Harvey Wollman – amerykański polityk, wicegubernator (1975–1978) i gubernator (1978–1979) Dakoty Południowej[131]
  - Jurij Zubakow – rosyjski polityk i dyplomata, ambasador na Litwie i w Mołdawii[132]
- 17 października
  - Jagoda Buić – chorwacka artystka wizualna[133]
  - Apolonia Dolińska – polska pielęgniarka, działaczka konspiracji niepodległościowej w czasie II wojny światowej, odznaczona Medalem Florence Nightingale[134][135][136]
  - Barbara Kamińska – polska piłkarka ręczna[137]
  - Michael Ponti – amerykański pianista[138]
  - Aszot Sarkisow – rosyjski fizyk nuklearny pochodzenia ormiańskiego[139]
  - Leonardas Sauka – litewski lingwista i folklorysta[140]
  - Zbigniew Senkowski – polski związkowiec i górnik, poseł na Sejm III kadencji (1997–2001)[141]
  - Kari Tikka – fiński kompozytor, dyrygent, oboista, librecista[142]
  - Zdzisław Tobiasz – polski aktor[143]
  - Younoussi Touré – malijski ekonomista, bankier, polityk, premier Mali (1992–1993)[144]
  - Franz Vorrath – niemiecki duchowny rzymskokatolicki, biskup pomocniczy diecezji esseńskiej (1995–2014)[145]
  - Zbigniew Zbroński – polski sędzia koszykarski i działacz sportowy[146]
- 16 października
  - Jüri Arrak – estoński malarz[147]
  - Lodewijk van den Berg – holenderski fizyk, astronauta[148]
  - Benjamin Civiletti – amerykański prawnik, prokurator generalny (1979–1981)[149]
  - Józef Ćwiertnia – polski reżyser i scenarzysta filmów animowanych[150]
  - Malcolm Galt – trynidadzko-tobagijski duchowny rzymskokatolicki, biskup Bridgetown (1995–2005)[151]
  - Petra Oriešková – czeska malarka[152]
  - Cormac Roth – amerykański gitarzysta i producent muzyczny[153]
  - Josef Somr – czeski aktor[154]
  - Vaishali Takkar – indyjska aktorka[155]
  - Andrzej Zawadzki – polski lekarz anestezjolog, dr hab.[156]
  - Bolesław Żygadło – polski działacz państwowy i rolnik, poseł na Sejm VI kadencji (1972–1976)[157]
- 15 października
  - Milton Cabral – brazylijski polityk, gubernator stanu Paraíba[158]
  - Noel Duggan – irlandzki muzyk, członek Clannad[159]
  - Billur Kalkavan – turecka aktorka[160]
  - Abu al-Hasan al-Haszimi al-Kuraszi – iracki terrorysta i salafita, w 2022 kalif Państwa Islamskiego[161][162]
  - Mikaben – haitański piosenkarz, autor piosenek i producent muzyczny[163]
  - Ryszard Reszke – polski samorządowiec, burmistrz Gryfowa Śląskiego (1994–1998)[164]
  - Marty Sammon – amerykański muzyk bluesowy[165]
  - Valentina Thielová – czeska aktorka[166]
- 14 października
  - Zhaneta Andrea – albańska archeolożka[167]
  - Svetlana Bless – łotewska aktorka[168]
  - Robbie Coltrane – brytyjski aktor[169]
  - Stanislav Kropilák – słowacki koszykarz[170]
  - Mariana Nicolesco – rumuńska śpiewaczka operowa, sopran[171]
  - Aleksandros Nikolaidis – grecki zawodnik taekwondo[172]
  - Jan Rabson – amerykański aktor[173]
  - Teresa Starzyńska – polska lekarz gastroenterolog, prof. dr hab.[174]
  - Julien Vrebos – belgijski reżyser filmowy[175]
  - Ted White – amerykański aktor, kaskader[176]
- 13 października
  - Jeff Barnaby – kanadyjski reżyser filmowy[177]
  - Fuzzy – duński muzyk i kompozytor, teoretyk i historyk muzyki[178][179]
  - Feliks W. Kres – polski pisarz fantasy, dwukrotny laureat Śląkfy[180]
  - Pim van de Meent – holenderski piłkarz i trener[181]
  - Eugeniusz Małafiej – polski lekarz mikrobiolog, prof. dr hab.[182]
  - Christina Moser – szwajcarska piosenkarka i kompozytorka[183]
  - Stavros Sarafis – grecki piłkarz i trener[184]
  - Joyce Sims – amerykańska wokalistka[185][186]
  - Lennart Söderberg – szwedzki piłkarz i trener[187]
  - Elizabeth Stewart – szkocka piosenkarka folkowa, pianistka i kompozytorka[188]
- 12 października
  - Bernardo Adam Ferrero – hiszpański kompozytor i muzykolog[189]
  - Peter Gumpel – niemiecki duchowny rzymskokatolicki i historyk Kościoła, jezuita, profesor Papieskiego Uniwersytetu Gregoriańskiego[190][191]
  - Lucious Jackson – amerykański koszykarz, mistrz olimpijski (1964)[192]
  - Konstantin Landa – rosyjski szachista[193]
  - Mary Adelia McLeod – amerykański biskup Kościoła Episkopalnego[194]
  - Billy Newman – irlandzki piłkarz[195]
  - Karen Poniachik – chilijska dziennikarka i polityk, minister energii (2006–2008)[196]
- 11 października
  - Doru Ana – rumuński aktor[197]
  - Frøydis Armand – norweska aktorka[198]
  - André Brassard – kanadyjski reżyser[199]
  - Enrico Cannata – włoski piłkarz[200]
  - Jaroslav Čejka – czeski mim, aktor i tancerz[201]
  - Joe Crozier – kanadyjski hokeista i trener[202]
  - Tomasz Kuberka – polski samorządowiec i lekarz weterynarii, działacz opozycyjny w PRL[203]
  - Angela Lansbury – amerykańska aktorka i piosenkarka[204]
  - Hikaru Matsunaga – japoński polityk i prokurator, minister edukacji (1984–1985), handlu międzynarodowego (1989–1990) i finansów (1998)[205]
  - Victor Steeman – holenderski motocyklista wyścigowy[206]
  - Wanda Wieszczycka-Nowisz – polska aktorka[207]
- 10 października
  - Subbu Arumugam – indyjski pisarz[208]
  - Sergio Brighenti – włoski piłkarz[209]
  - Michael Callan – amerykański aktor[210]
  - Kenny Clayton – brytyjski kompozytor, producent muzyczny, aranżer, dyrygent i pianista jazzowy[211]
  - Kozara Kati – albańska działaczka praw człowieka, ofiara prześladowań w okresie komunizmu[212]
  - Anita Kerr – amerykańska piosenkarka country, pianistka, kompozytorka[213]
  - Celina Maryńczuk – polski inżynier architekt, powiatowy konserwator zabytków w Tarnowskich Górach[214]
  - Sabina Mielczarek – polska aktorka[215]
  - Mulayam Singh Yadav – indyjski polityk, premier Uttar Pradesh, minister obrony (1996–1998)[216]
- 9 października
  - Leszek Biały – polski nauczyciel i polityk, poseł na Sejm RP I kadencji[217]
  - Chuck Deardorf – amerykański basista jazzowy[218]
  - Jurij Dehteriow – ukraiński piłkarz[219]
  - Nikki Finke – amerykańska dziennikarka i publicystka[220]
  - Henryk Komuniewski – polski kolarz szosowy[221]
  - Bruno Latour – francuski antropolog, socjolog, filozof nauki[222]
  - Francesco Merino – hiszpański aktor[223]
  - Adam Nowak – polski lekarz dermatolog, prof. dr hab.[224]
  - Eileen Ryan – amerykańska aktorka[225]
  - Dieter Scherbarth – niemiecki piłkarz[226]
  - Eugeniusz Smoliński – polski malarz, prof. dr hab.[227]
  - Josep Soler i Sardà – hiszpański kompozytor i teoretyk muzyki[228]
  - Kevin Thomas – angielski piłkarz[229]
- 8 października
  - Brígida Baltar – brazylijska artystka wizualna[230]
  - Billy Al Bengston – amerykański artysta wizualny i rzeźbiarz[231]
  - Gerben Karstens – holenderski kolarz szosowy, mistrz olimpijski (1964)[232]
  - Esther Peter-Davis – francuska działaczka antynuklearna i ekologiczna[233]
  - Luis Sáinz Hinojosa – boliwijski duchowny rzymskokatolicki, biskup pomocniczy Cochabamby, arcybiskup ad personam, arcybiskup La Paz[234]
  - Peter Tobin – szkocki seryjny morderca[235]
  - Ryszard Wojtkowski – polski śpiewak operowy[236][237]
  - Meike de Vlas – holenderska kajakarka, wicemistrzyni Europy (1964)[238]
- 7 października
  - Ronnie Cuber – amerykański saksofonista jazzowy[239]
  - Fernando González Gortázar – meksykański architekt i rzeźbiarz[240]
  - Art Laboe – amerykański didżej i kompozytor, osobowość radiowa[241]
  - Bulus Mundżid al-Haszim – libański duchowny katolicki obrządku maronickiego, arcybiskup Baalbek-Dajr al-Ahmar (1995–2005), nuncjusz apostolski w Kuwejcie (2005–2009)[242]
  - Horst Hülß – niemiecki piłkarz, trener[243]
  - İsmail İncekara – turecki aktor[244]
  - Toshi Ichiyanagi – japoński pianista, kompozytor[245]
  - Susanna Mildonian – belgijska harfistka[246]
  - Teresa Mossor-Pietraszewska – polska chemik, prof. dr hab.[247]
  - Jure Robežnik – słoweński pianista, kompozytor[248]
  - Austin Stoker – amerykański aktor, pochodzący z Trynidadu[249]
  - Anna Wahlgren – szwedzka pisarka[250]
  - Ivan Wolffers – holenderski lekarz i pisarz[251]
  - Bill Nieder – amerykański lekkoatleta, kulomiot, mistrz olimpijski (1960)[252]
- 6 października
  - Carl Fredrik Bunæs – norweski lekkoatleta[253]
  - Husnija Fazlić – bośniacki piłkarz i trener[254]
  - Ivy Jo Hunter – amerykański piosenkarz R&B, producent muzyczny i twórca piosenek[255]
  - Noé Jitrik – argentyński krytyk literacki i pisarz[256]
  - Jody Miller – amerykańska piosenkarka country[257]
  - Henryk Moskwa – polski związkowiec i polityk, radny sejmiku śląskiego III i IV kadencji[258]
  - Phil Read – brytyjski motocyklista wyścigowy[259]
  - Judy Tenuta – amerykańska aktorka i komediantka[260]
  - Ankica Tuđman – pierwsza dama Chorwacji (1990–1999), żona Franjo Tuđmana[261]
- 5 października
  - Marguerite Andersen – kanadyjska pisarka i poetka[262]
  - Ann-Christine – fińska piosenkarka[263]
  - Nikollaq Bulo – albański kompozytor[264]
  - Franca Fendi – włoska projektantka mody[265]
  - Alina Kacperska-Lewak – polska biolog, prof. dr hab.[266]
  - Wolfgang Kohlhaase – niemiecki pisarz, reżyser i scenarzysta filmowy[267]
  - Sara Lee – amerykańska wrestlerka[268]
  - Sulejman Maliqati – albański piłkarz, reprezentant kraju[269]
  - Stanisław Mazurkiewicz – polski inżynier mechanik, profesor nauk technicznych[270]
  - Henryk Stachowiak – polski fizyk, prof. dr hab.[271]
  - Barbara Stamm – niemiecka polityk, przewodnicząca bawarskiego Landtagu (2008–2018)[272]
  - Dariusz Ziółkowski – polski inżynier chemik, prof dr hab., żołnierz Armii Krajowej[273]
- 4 października
  - Paulo César – brazylijski piłkarz[274]
  - Jean Gallois – francuski muzykolog, skrzypek, historyk muzyki i krytyk muzyczny[275]
  - Loretta Lynn – amerykańska piosenkarka country[276]
  - Marek Miros – polski samorządowiec i księgowy, burmistrz Gołdapi (1990–2014)[277]
  - Ezra Hill – amerykański superstulatek, weteran II wojny światowej i najstarszy mężczyzna w Stanach Zjednoczonych[278]
  - Jesús del Muro – meksykański piłkarz, trener[279]
  - Aldona Plucińska – polska etnografka i muzealniczka[280]
  - Lucienne Schmith – francuska narciarka alpejska[281]
  - Jürgen Sundermann – niemiecki piłkarz, trener[282]
  - Ludwik Węgrzyn – polski samorządowiec i prawnik, starosta bocheński (1999–2006, 2014–2018), prezes Związku Powiatów Polskich[283]
- 3 października
  - Ekow Blankson – ghański aktor[284]
  - Per Bredesen – norweski piłkarz[285]
  - William K. Brewster – amerykański polityk, członek Izby Reprezentantów[286]
  - Charles Fuller – amerykański dramaturg[287]
  - Mieczysław Antoni Gajda – polski aktor[288][289]
  - Simon Hallenbarter – szwajcarski biathlonista[290]
  - Ian Hamilton – szkocki prawnik i działacz niepodległościowy[291]
  - David Huerta – meksykański poeta[292]
  - Kim Jung Gi – południowokoreański grafik, rysownik komiksów[293]
  - Krystyna Nowak – polska prawnik, sędzia Naczelnego Sądu Administracyjnego[294]
  - Dawid Ozdoba – polski tancerz, zawodnik mieszanych sztuk walki (MMA) oraz trener personalny[295]
  - Jesús Quintero – hiszpański dziennikarz, prezenter radiowy i telewizyjny[296]
  - Howard Tripp – brytyjski duchowny rzymskokatolicki, biskup pomocniczy Southwark (1980–2004)[297]
  - Jerzy Urban – polski dziennikarz, publicysta, satyryk, pisarz i polityk lewicowy[298]
  - Florin Zalomir – rumuński szermierz, szablista[299]
- 2 października
  - Helena Białecka – polska aktorka[300]
  - Darshan Dharmaraj – lankijski aktor[301]
  - Jan Górski – polski działacz konspiracji niepodległościowej w czasie II wojny światowej oraz powojenny działacz kombatancki, pułkownik WP w stanie spoczynku[302][303]
  - Éder Jofre – brazylijski bokser[304]
  - Themis Katrios – grecki koszykarz[305]
  - Sacheen Littlefeather – amerykańska aktorka, działaczka społeczna[306]
  - Mary McCaslin – amerykańska piosenkarka folkowa[307]
  - Władysław Misiuna – polski ekonomista, prof. dr hab., poeta, Sprawiedliwy Wśród Narodów Świata[308]
  - Bjarne Mørk Eidem – norweski polityk, minister rybołówstwa (1986–1989)[309]
  - François Remetter – francuski piłkarz[310]
  - Béla Szakcsi Lakatos – węgierski pianista i kompozytor jazzowy[311]
  - Krzysztof Więckiewicz – polski politolog i urzędnik państwowy[312]
- 1 października
  - Barbara Baraniak – polska pedagog, dr hab.[313]
  - Wojciech Chlebda – polski językoznawca, prof. dr hab.[314]
  - Antoni Ciszek – polski piłkarz[315]
  - Julian Czajkowski – polski nauczyciel i działacz państwowy, wicewojewoda częstochowski (1981–1990)[316]
  - Edward Dobrzański – polski aktor[317]
  - Antonio Inoki – japoński wrestler, zawodnik mieszanych sztuk walki (MMA), polityk[318]
  - Toab Khan – banglijski dziennikarz, wyróżniony nagrodą Ekushey Padak (2016)[319]
  - Stamatis Kokotas – grecki piosenkarz[320]
  - Ryszard Latko – polski pisarz, poeta i scenarzysta[321]
  - Rosetta Loy – włoska pisarka[322]
  - Lech Paprzycki – polski prawnik, prezes Izby Karnej Sądu Najwyższego (1999–2016), p.o. prezesa Sądu Najwyższego (2014), poseł na Sejm (1989–1991)[323]
  - Stanisław Tworzydło – polski artysta ceramik[324]
  - Kodiyeri Balakrishnan – indyjski polityk[325]
- data dzienna nieznana
  - Ryan Karazija – amerykańsko-islandzki muzyk[326]
  - Hanna Wehr – polska biochemik, prof. dr hab.[327]